# Élingue de retenue

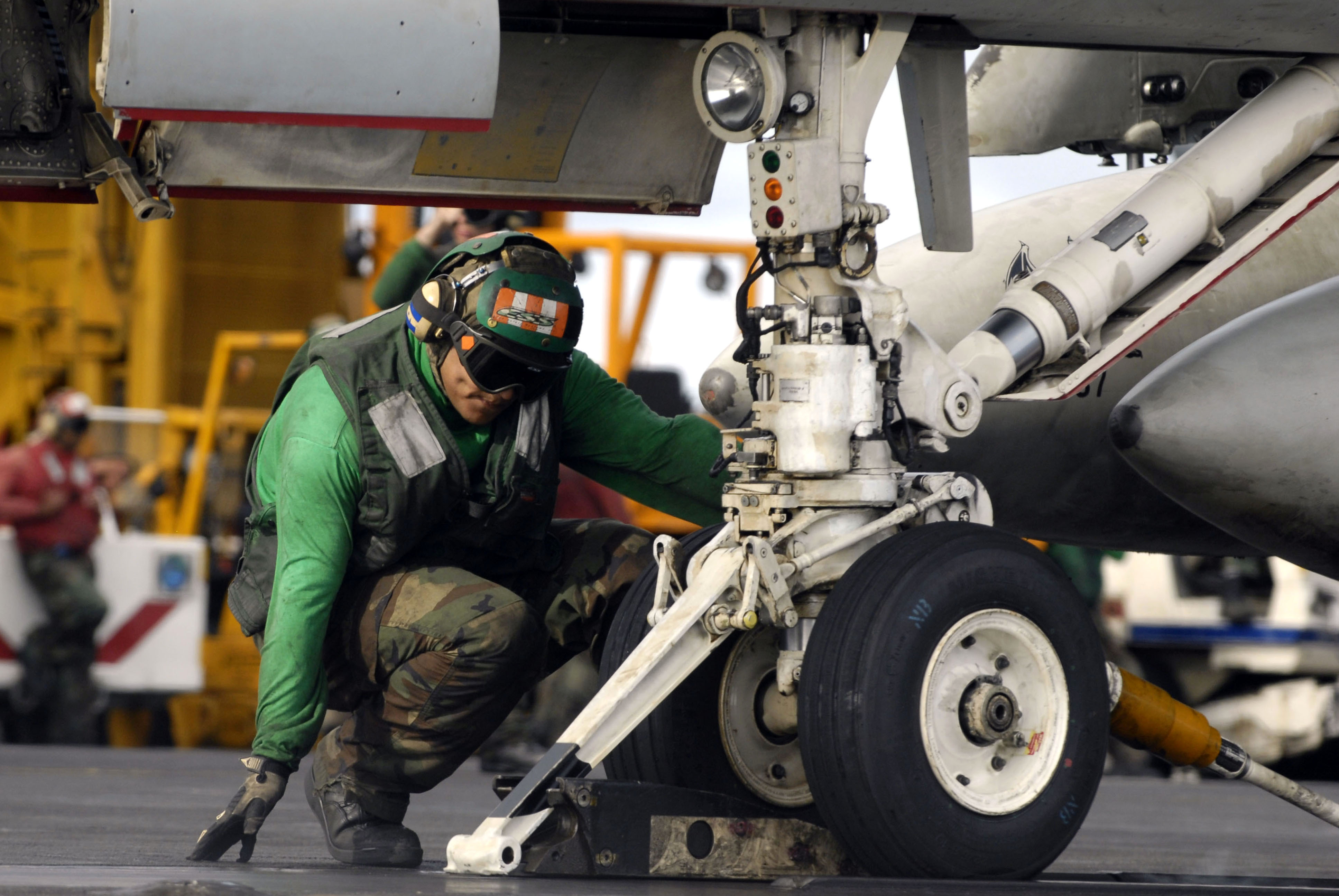
L'élingue de retenue (en bas à l'extrême droite) avec l'éprouvette en orange et la "tow bar" (en bas au centre) avant le lancement d'un chasseur depuis le porte-avions USS Kitty Hawk (CV-63)

Une élingue de retenue (en anglais : « holdback ») est un dispositif utilisé dans le lancement d'un aéronef depuis le pont d'envol d'un porte-avions.

## Caractéristiques et fonctionnement
Cette élingue sert à retenir l'avion avant l'ordre de catapultage, celui-ci étant alors en attente, raccordé au puissant train de catapultage. Elle est composée de l'élingue proprement dite,  une grosse chaîne ou une barre métallique, et d'une éprouvette (en anglais : « tension bar », parfois aussi surnommée « carotte »), la partie cassante de l'ensemble, qui ne sert qu'une seule fois.
Lorsque l'avion est raccordé à la catapulte, une fois l'ordre de catapultage donné, celui-ci met « plein gaz » et la pression dans les cylindres de la catapulte commence à monter. Lorsque la tension qu'exerce l'avion (tiré par la catapulte et poussé par ses moteurs) excède la tension maximale que peut supporter l'éprouvette, celle-ci casse et laisse filer l'avion sur sa lancée pour décoller.
L'éprouvette est la partie fusible de l'assemblage. Reliant l'arrière de l'avion à l'élingue de retenue (qui elle est reliée au pont d'envol et peut être réutilisée), sa forme est issue de longues recherches sur la résistance des matériaux, et son dimensionnement est spécifique à chaque appareil catapulté, avec sa vitesse de décollage nécessaire ainsi que sa charge en carburant et en armes. La vitesse et le positionnement de la catapulte sont également ajustés en fonction de l'appareil à lancer : Par exemple, un Hawkeye ne peut pas utiliser toute la longueur de rail de catapultage disponible, sinon il se retrouve soulevé par les déflecteurs de jet du pont d'envol. 
L'élingue de retenue est utilisée quelle que soit la façon dont l'avion est tiré par le sabot de la catapulte: grâce à des élingues (comme sur le Super-Étendard) ou à une tow-bar (comme sur le Rafale). 